# マダラチュウヒ
マダラチュウヒ（斑沢鵟、学名：Circus melanoleucos）は、タカ目タカ科チュウヒ属に分類される鳥類の1種である。

## 分布
中国東北部とミャンマー北部で繁殖し、冬季は中国南部、東南アジアに渡り越冬する。
日本ではまれな旅鳥として、春と秋の渡りの時期に全国で記録がある。越夏し、営巣した記録もある。

## 形態
全長は雄が約42cm、雌は約44cm。雄は頭部から胸、背中、肩羽が黒く、翼と尾は淡い青灰色。体の下面は白い。雌は体の上面が暗灰褐色で、体の下面は白い。

## 生態
草原や湿地、農耕地に生息する。朝夕だけでなく日中も頻繁に活動する。
食性は肉食性で主にカエル等の両生類を捕食するが、爬虫類、鳥類、小型哺乳類等も食べる。
繁殖形態は卵生。